# Božidar Pahor
Božidar Pahor – Tedi (krščen Theodorus Pahor), slovenski novinar, urednik, prevajalec, publicist, pesnik, lektor in poliglot, * 1925, † 2003.
Objavljal je reportaže in poročila s svojih potovanj po svetu. Aktivno se je posvečal mentoriranju mladih novinarskih kolegov.

## Mladost
Rodil se je v družini Angela Pahorja (1897–1943) in njegove žene Marije (1889–1979).

## Novinarstvo
Dolga leta je deloval v zunanjepolitičnem uredništvu časnika Delo in je bil v tujini znan kot eden od najpomembnejših jugoslovanskih novinarjev. Med drugim je tolmačil v pogovorih med obiskom Tita v ZDA pri Johnu F. Kennedyju leta 1963.

## Prevajalstvo
Poleg tega je prevedel več kot sto leposlovnih knjig iz angleščine v slovenščino in bil lektor za angleška besedila slovenskih medicinskih raziskovalcev. 